# (13333) Carsenty
(13333) Carsenty est un astéroïde de la ceinture principale.

## Description
(13333) Carsenty est un astéroïde de la ceinture principale. Il fut découvert le 17 septembre 1998 à la station Anderson Mesa par le programme LONEOS. Il présente une orbite caractérisée par un demi-grand axe de 2,43 UA, une excentricité de 0,08 et une inclinaison de 6,6° par rapport à l'écliptique.
Il est nommé d'après le planétologue israélien Uri Carsenty.

## Compléments